# Kluger Gyula
Kluger Gyula (Sátoraljaújhely, 1914. január 15. – Budapest, 1994. szeptember 23.) magyar sakkozó, nemzetközi mester, sakkolimpiai egyéni bronzérmes, csapatban és egyéniben Európa-bajnoki bronzérmes, magyar bajnoki ezüstérmes.

## Sakkpályafutása
1932-ben első helyezést ért el a csehszlovákiai német sakkszövetség főtornáján, ezzel elnyerte a cseh mesteri címet. 1935-ben a budapesti főtornán elért 1. helyezésével a magyar mesteri címet is megszerezte. 1937-ben a nemzeti mesterversenyen 4. helyezést ért el, ezt követően zsidó származása miatt csak a háború után versenyezhetett.
1954-ben kapta meg a nemzetközi mester címet. Pályafutása alatt olyan kiemelkedő nagymesterek ellen győzött, mint Szvetozar Gligorics (Sakkolimpia, 1954), Viktor Korcsnoj (Bukarest, 1954), Gideon Stahlberg (Bukarest, 1954) és Mihail Tal (Kiszlovodszk, 1964).
Huszonegy magyar bajnoki döntőben vett részt, amelyek közül a legjobb eredménye az 1950-ben elért 2., és az 1970-ben elért 3-4. helyezés.
1959-1963 között a Budapesti Spartacus 1. táblásaként a csapattal 3 ezüst és 1 bronzérmet, 1964-ben 2. táblásként bronzérmet szerzett. 1964-1967 között az MTK 2. táblásaként egy bronzéremmel gazdagodott.
Emlékére 1998-ban rendezték az 1. Kluger Gyula-emlékversenyt.

### Olimpiai szereplése
Tagja volt az 1954-es amszterdami sakkolimpián 6. helyen végzett, valamint az 1960-as lipcsei sakkolimpián 4. helyet megszerzett magyar válogatott csapatnak. Ez utóbbi olimpián egyéni eredményével bronzérmet szerzett.

### Csapateredményei
Több, mint 50 alkalommal szerepelt nemzetközi mérkőzésen a magyar válogatottban.
1965-ben tagja volt a sakkcsapat Európa-bajnokságon bronzérmes magyar válogatottnak, amely versenyen egyéni eredményével is bronzérmet szerzett.
Tagja volt az 1954-ben, 1955-ben és 1956-ban egyaránt 1. helyezést szerzett magyar válogatott csapatnak a Triennálé Kupán. Tábláján az egyéni eredménye is mindhárom alkalommal a legjobb volt a mezőnyben.

### Kiemelkedő versenyeredményei
- 1932: 1. helyezés,  Šluknov, ezzel az eredményével cseh mesteri címet szerzett
- 1953: Magyar bajnokság döntő, 1-2. helyezés, ezüstérem[9]
- 1956/57: 1. helyezés, Challenger Tournament, Hastings
- 1957: 2-3. helyezés, Várna
- 1960: 3-5. helyezés, Asztalos-emlékverseny, Balatonfüred
- 1967: 3-4. helyezés, Debrecen
- 1967 és 1968: 2-3. helyezés, Budapest-bajnokság
- 1970: 3-4. helyezés, magyar bajnokság
- 1977: 2. helyezés, Oslo
- 1977: 3-6. helyezés, Bagneux
- 1978: 2-3. helyezés, Szatmárnémeti
- 1979: 2-4. helyezés, Budapest-bajnokság

### Játékereje
A Chessmetrics historikus pontszámításai szerint a legmagasabb Élő-pontszáma 2600 volt 1955. márciusban, amellyel akkor 66. volt a világranglistán. A legelőkelőbb helyezése a világranglistán az 58. hely volt, amelyet 1954. szeptemberben és novemberben ért el. A legmagasabb egyénileg teljesített teljesítményértéke 2649 volt, amelyet 1950-ben a magyar bajnokság döntőjében ért el.

## Díjai, elismerései
- Szocialista Munkáért Érdemérem (1961) a lipcsei sakkolimpián elért eredményért[10]